# Bergspredikoväckelsen
Bergspredikoväckelsen är den radikala moraliska väckelse som utgick från Lev Tolstoj, och svepte över världen som starkast under åren 1890–1929. Väckelsen benämns ibland "tolstojanism" men var aldrig någon ideologi i egentlig bemärkelse. Väckelsen kännetecknas av anarkopacifism, anarkoprimitivism, vegetarianism och anarkosocialism. 
Tolstojs viktigaste lärjungar kom att bli Mahatma Gandhi och Martin Luther King. Men i stort sett fanns samtida lärjungar till Tolstoj i alla länder. England hade Edward Carpenter, Finland hade Elisabeth och Arvid Järnefelt, Tyskland hade Johannes Müller, och Schweiz hade Leonhard Ragaz.
Bergspredikoväckelsen ville åstadkomma en bokstavlig efterföljelse av bergspredikans radikala krav, krav som den officiella kyrkan nästan alltid bortförklarat som ouppnåeliga. Under tiden 1890-1929 blev tolkningen av bergspredikan ett teologiskt debattämne av allra högsta popularitet. Det har nog aldrig skrivits så många böcker om bergspredikan som under denna tid. Albert Schweitzer var den mest kände representanten för den vanliga kyrkliga tolkningen, att Bergspredikans etik inte går att uppfylla i vår tid. Hans sätt att undgå de radikala kraven var att säga att de bara gällde i den tid då apokalypsen var omedelbart förestående, vilket Jesus och apostlarna trodde att den var. Schweitzer kallade bergspredikan en "interimsetik". Är inte Jesu återkomst omedelbart förestående, går det inte heller att ta bergspredikan bokstavligen. Alltså bergspredikan är ingen allmän objektiv levnadsregel, som gäller oberoende av allt annat, utan snarare en "nödsetik". 
Denna uppfattning stod inte oemotsagd. I Sverige blev Nils Peter Wetterlunds skrifter ett slag för Tolstojs bokstavliga tolkning, om än icke helt lika radikal som hans. Nästan hela David Petanders förkunnelse handlade om Tolstojansk bergspredikoetik. Även Smiths Vänner i Norge försökte ta bergspredikan bokstavligen.